# Université de Dodoma
L'université de Dodoma (en anglais : University of Dodoma) est un établissement public d'enseignement supérieur situé à Dodoma en Tanzanie. 

## Historique
Créée en 2007, l'université se situe à huit kilomètres du centre ville de Dodoma.

## Composition
Elle est constituée de sept collèges universitaires :
- College of Humanities and Social Sciences (sciences humaines)
- College of Business Studies and Law (droit et économie)
- College of Natural and Mathematical Sciences (sciences naturelles et mathématiques)
- College of Earth Sciences (sciences de la Terre)
- College of Health Sciences (santé)
- College of Education (éducation)
- College of Informatics and Virtual Education (informatique et enseignement à distance)

En 2018, l'université dispose d'environ 300 enseignants et, sur son site officiel, annonce accueillir à peu près 25 000 étudiants.